# Pandemia de COVID-19 no Barém
A pandemia de COVID-19 no Barém é parte da pandemia viral em curso de COVID-19, causada pelo coronavírus da síndrome respiratória aguda grave 2 (SARS-CoV-2). Foi confirmado que o vírus chegou ao Barém em 21 de fevereiro de 2020. Até 22 de julho de 2021, havia um total de 268 092 casos confirmados no país, dos quais 265 930 foram recuperados e 1 381 morreram. Um total de 5 308 562 testes de PCR foram realizados desde o início da pandemia.